# Pincel de tinta

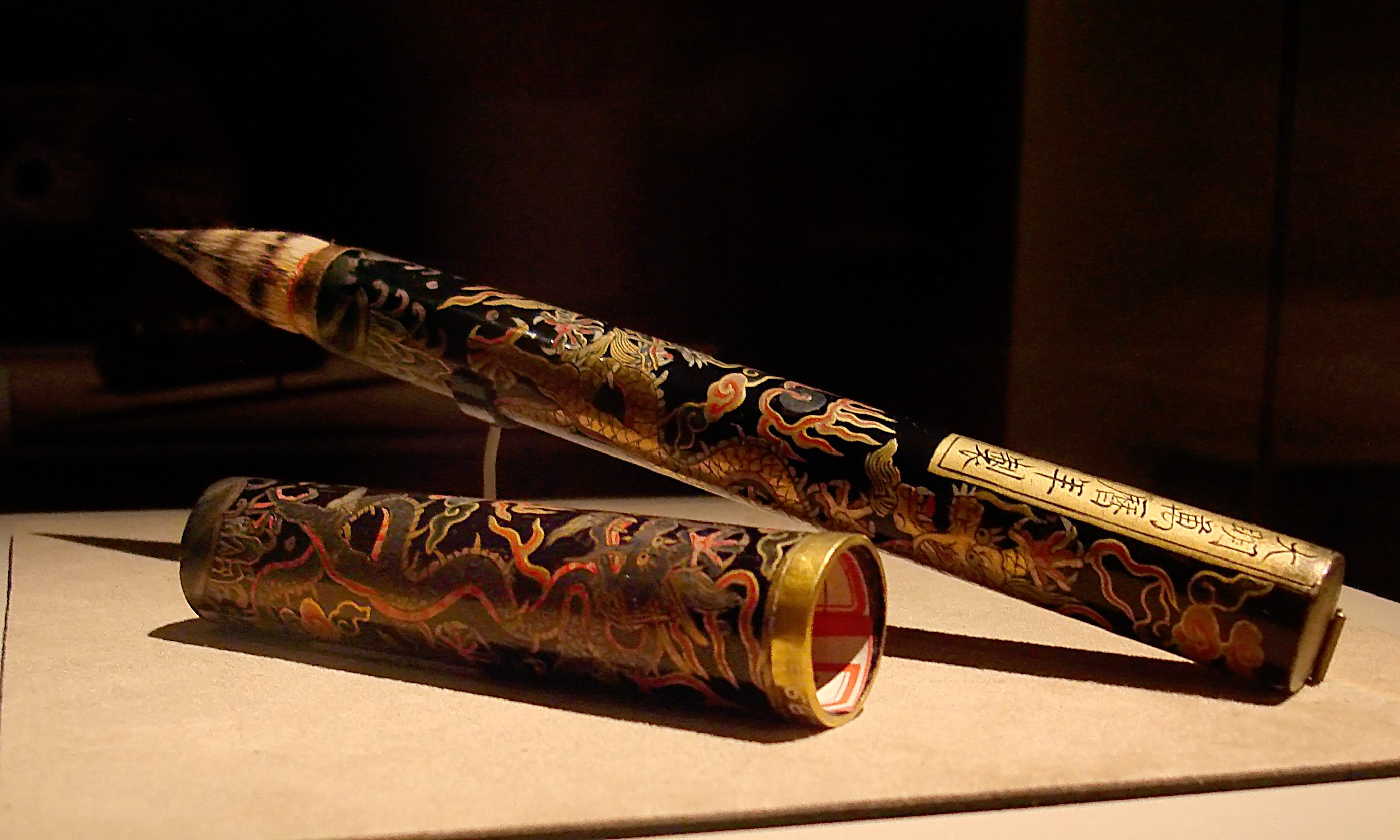
Un pincel de pelo de tejón altamente decorativo que data de la dinastía Ming, con dragones en incrustaciones de oro y papel de plata.

El pincel de tinta ( chino simplificado : 毛笔; chino tradicional : 毛筆; pinyin : mao bǐ) se utiliza en la caligrafía china . También se utiliza en la pintura china y estilos descendentes de la pintura con pincel. El pincel de tinta está profundamente arraigado con la caligrafía China y coreana, se cree que alrededor del año 300 a. C.. Junto con la piedra de entintar, las barras de tinta y el papel xuan, estos cuatro instrumentos de escritura forman los Cuatro Tesoros del Estudio .

## Tipos

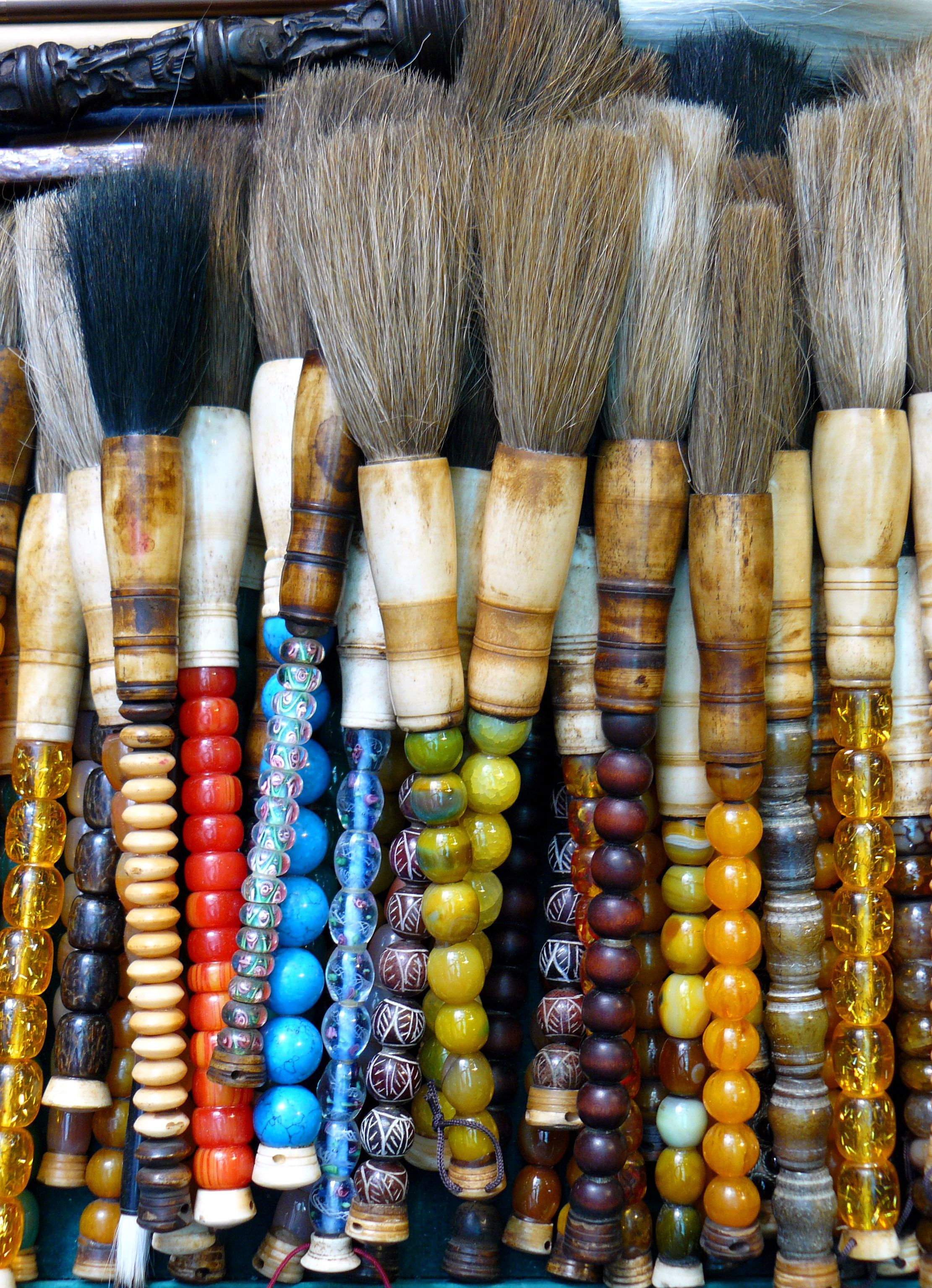
Pinceles de tinta de distintas medidas y materiales

Los pinceles difieren mucho en términos de tamaño, textura, material y coste. El pincel de pelo escogido depende de las necesidades del momento; determinados tipos de pinceles son más adecuados para determinados estilos de guion e individuos que otros. La mayoría de la caligrafía se escribe con un pincel de tamaño medio. Los pinceles más pequeños se utilizan para piezas muy pequeñas y para moldear diseños para sellos. Aunque los pinceles de tamaño medio son los más utilizados, un pincel medio, utilizado por un artista hábil, puede producir una variedad de grosores de línea desde muy delgado hasta muy grueso.
Los pinceles más grandes sólo se utilizan para piezas muy grandes. El pelo sintético no se utiliza tradicionalmente. Los precios varían mucho según la calidad del pincel; los pinceles baratos cuestan menos de un dólar de EE.UU., mientras que los pinceles caros pueden costar más de mil dólares. Actualmente, los mejores pinceles se hacen en la ciudad de Shanlian, en el distrito de Nanxun, ciudad a nivel de jefatura de Huzhou, en la provincia de Zhejiang .

## Historia

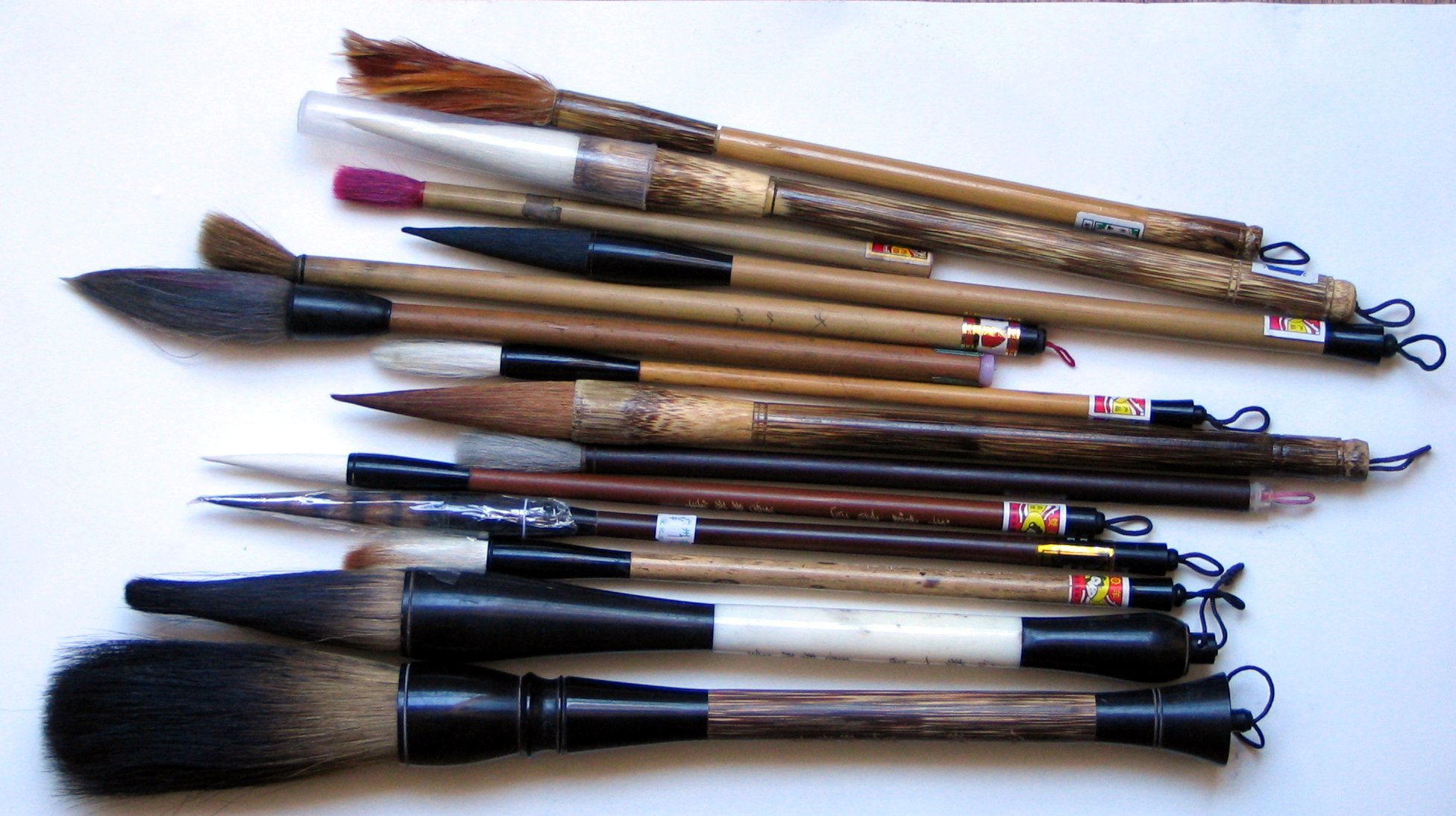
Pinceles de diferentes tamaños y tipos de pelo, incluida una de plumas de pollo en la parte superior

El primer pincel de tinta intacto se encontró en 1954 en la tumba de un ciudadano Chu del período de los Estados Combatientes (475-221 a. C.) situada en un yacimiento de excavación arqueológica Zuo Gong Shan 15 cerca de Changsha (長沙) . La primera versión de un pincel de tinta encontrado tenía un tallo de madera y un tubo de bambú que fijaba el paquete de pelos en el tallo. La leyenda atribuye erróneamente la invención del pincel de tinta al posterior general Qin Meng Tian . Sin embargo, se descubrieron rastros del pincel de escritura en los jades Shang y se sugirió que eran los cimientos de las inscripciones de los huesos del oráculo.
El pincel de escritura entró en una nueva etapa de desarrollo en la dinastía Han. En primer lugar, creó la artesanía de la decoración del grabado e incrustación en el portapincel. En segundo lugar, aparecieron algunos escritos sobre la producción de pinceles de escritura. Por ejemplo, la primera monografía sobre la selección, producción y función del pincel de escritura fue escrita por Cai Yong en la dinastía Han oriental. En tercer lugar, apareció la forma especial de "pincel blanco tenedor". Los funcionarios de la dinastía Han a menudo afilaban el extremo del pincel y se lo enganchaban al pelo o al sombrero para su comodidad. Los adoradores también a menudo se ponen pincel en la cabeza para mostrar respeto.